# 洪昌燕
洪昌燕（？—？），字敬傳，號張伯，浙江杭州府錢塘縣西溪（今餘杭區五常街道）人，清朝政治人物、詩人。

## 生平
咸豐六年（1856年）丙辰科一甲第三名進士（探花），授翰林院編修，十一年（1861年）升江南道監察御史，改工科掌印給事中。

## 著作
著有《務時敏齋存稿》。工詩，《晚晴簃詩滙》收其作品。